# Nekrolog 2. Quartal 1932
Nekrolog
◄◄
| ◄
| 1928
| 1929
| 1930
| 1931
| 1932 | 1933 | 1934 | 1935 | 1936 | ► | ►►
1. Quartal |
2. Quartal |
3. Quartal |
4. Quartal 1932
Weitere Ereignisse | Allgemeiner Nekrolog 1932
Die Beschreibung der verstorbenen Person sollte so kurz wie möglich gehalten sein und nur deren signifikante Tätigkeit(en) enthalten.
Neue Namen ggf. auch unter dem Geburts- und Sterbedatum, also etwa unter 1. Januar und im Geburts- und Sterbejahr (2024) eintragen (nur bei entsprechender großer Wichtigkeit). Für Beispiele siehe die schon vorhandenen Artikel.
Außerdem über die fünf zuletzt Verstorbenen, zu denen es einen ausreichend guten Artikel für eine Präsentation auf der Hauptseite gibt, nach der todesbedingten Überarbeitung der Artikel ggf. auch unter Wikipedia Diskussion:Hauptseite informieren und sie am besten auch in den anderen Wikipedia-Sprachversionen eintragen. Tipp: Regelmäßig bei news.google.de nach „ist tot“, „gestorben“ oder „verstorben“ suchen.
Wenn eine Person gestorben ist, gibt es viele Seiten zu dieser Person in der Wikipedia, die davon auch betroffen sind und entsprechend aktualisiert werden müssen. Beispiele: Namenübersichtsseite, Geburtsjahr, Geburtsort-Seiten und viele mehr.
Wie finde ich die betroffenen Seiten?
Im Suchfeld auf der linken Seite gibt man den Suchbegriff so ein: „Vorname Nachname“. Dann klickt man auf Volltext und alle Seiten mit entsprechendem Suchtext werden aufgerufen. Hier sieht man dann schnell, wo auch das Todesjahr Sinn macht oder sogar ein Teil des Artikels angepasst werden muss. Auch hilft das „Werkzeug“ auf der linken Seite sehr gut, um solche Seiten aufzufinden: „Links auf diese Seite“. Somit ist die Wikipedia wieder aktuell in allen Bereichen! Hinweis: bei Eintragung der Kategorie „Gestorben JAHR“ wird der Missbrauchsfilter 49 ausgelöst, was jedoch nicht schlimm ist. Siehe: Spezial:Missbrauchsfilter/49
Dies ist eine Liste von im zweiten Quartal 1932 verstorbenen bekannten Persönlichkeiten. Die Einträge erfolgen innerhalb der einzelnen Daten alphabetisch sortiert. Tiere sind im Nekrolog für Tiere zu finden.

## April
| Tag       | Name                                 | Beruf, bekannt als | Alter | Beleg |
| --------- | ------------------------------------ | --- | ----- | ----- |
| 1. April  | Heinrich Bömers                      | deutscher Politiker (DVP), MdBB                                                                                        | 67    |       |
| 1. April  | Heinrich Erkes                       | deutscher Kaufmann, Islandforscher und Politiker                                                                       | 67    |       |
| 1. April  | Ewald Genzmer                        | deutscher Städtebauer und Hochschullehrer                                                                              | 75    |       |
| 1. April  | Paul Goetsch                         | deutscher Diplomat, zuletzt Gesandter in Montevideo                                                                    | 65    |       |
| 1. April  | Hermann von Kern                     | deutscher Richter und Verwaltungsbeamter                                                                               | 78    |       |
| 1. April  | Bruno Schulz                         | deutscher Architekt, Baubeamter, Bauforscher und Hochschullehrer                                                       | 67    |       |
| 1. April  | Luigi Spandre                        | römisch-katholischer Geistlicher                                                                                       | 78    |       |
| 1. April  | Albert Henry Vestal                  | US-amerikanischer Politiker                                                                                            | 57    |       |
| 2. April  | August Ansorge                       | österreichischer Landwirt und Politiker (Deutsche Nationalpartei), Abgeordneter zum Nationalrat                        | 80    |       |
| 2. April  | Alfred Appelius                      | deutscher Politiker, Landtagspräsident (SWE)                                                                           | 73    |       |
| 2. April  | Georg Foertsch                       | deutscher Herausgeber                                                                                                  | 59    |       |
| 2. April  | Henri Gaidoz                         | französischer Keltologe und Ethnologe                                                                                  | 89    |       |
| 2. April  | Hugo von Kathen                      | preußischer General der Infanterie im Ersten Weltkrieg                                                                 | 76    |       |
| 2. April  | Hugo Kaun                            | deutscher Komponist, Dirigent und Musikpädagoge                                                                        | 69    |       |
| 2. April  | Felix Klemperer                      | deutscher Mediziner | 65    |       |
| 2. April  | Marie Kundt                          | deutsche Fotografin | 62    |       |
| 2. April  | Max Leopold Margolis                 | US-amerikanischer Philologe                                                                                            | 65    |       |
| 2. April  | Edward Marjoribanks                  | britischer Politiker (Conservative Party), Mitglied des House of Commons und Schriftsteller                            | 32    |       |
| 2. April  | Friedrich Palitzsch                  | deutscher Schachkomponist                                                                                              | 42    |       |
| 2. April  | Hans Tegner                          | dänischer Maler und Zeichner                                                                                           | 78    |       |
| 2. April  | Anselm Windhausen                    | deutsch-argentinischer Geologe                                                                                         | 49    |       |
| 3. April  | Lockwood de Forest                   | US-amerikanischer Maler und Innenarchitekt                                                                             | 81    |       |
| 3. April  | Friedrich Wilhelm Franke             | deutscher Organist | 69    |       |
| 3. April  | Heinrich Limbertz                    | deutscher Politiker (SPD), MdR, MdL                                                                                    | 57    |       |
| 3. April  | Friedrich Radszuweit                 | deutscher Verleger, Autor und Unternehmer                                                                              | 55    |       |
| 3. April  | James Henry Reynolds                 | britischer Offizier, zuletzt Lieutenant-Colonel                                                                        | 88    |       |
| 3. April  | Julius Rhomberg                      | österreichischer Unternehmer                                                                                           | 62    |       |
| 3. April  | Wenzel Zit                           | österreichisch-tschechischer Kapellmeister und Komponist                                                               | 80    |       |
| 4. April  | Ottokar Czernin                      | österreichischer Diplomat und Politiker, Abgeordneter zum Nationalrat                                                  | 59    |       |
| 4. April  | Otto Fischer                         | deutscher Chemiker | 79    |       |
| 4. April  | Waldemar Flaig                       | deutscher Maler | 40    |       |
| 4. April  | Arthur Hoffmann                      | deutscher Leichtathlet                                                                                                 | 44    |       |
| 4. April  | Max Levy                             | deutscher Ingenieur | 62    |       |
| 4. April  | Erik Meyer-Helmund                   | deutscher Komponist | 70    |       |
| 4. April  | Wilhelm Ostwald                      | balten-deutscher Chemiker und Nobelpreisträger                                                                         | 78    |       |
| 4. April  | Adolf Trenckmann                     | deutscher Jurist und Politiker                                                                                         | 75    |       |
| 4. April  | Franz Wähner                         | österreichischer Geologe und Paläontologe                                                                              | 76    |       |
| 4. April  | Wilhelm Weigle                       | evangelischer Theologe, Pfarrer und Jugendseelsorger                                                                   | 69    |       |
| 5. April  | Emil Kreplin                         | deutscher Kolonialbeamter, Unternehmer und erster Bürgermeister von Lüderitz                                           | 60    |       |
| 5. April  | Walther Richard Linnemann            | deutscher Musikverleger                                                                                                | 57    |       |
| 5. April  | Dmitri Fjodorowitsch Seliwanow       | russischer Mathematiker                                                                                                | 77    |       |
| 5. April  | Hans Wassmann                        | deutscher Schauspieler                                                                                                 | 59    |       |
| 6. April  | Gustav Botz                          | deutscher Schauspieler                                                                                                 | 74    |       |
| 6. April  | Hubert Maximilian Ermisch            | deutscher Archivar und Historiker                                                                                      | 81    |       |
| 6. April  | David Geyer                          | deutscher Zoologe und Paläontologe                                                                                     | 76    |       |
| 6. April  | St. George Lane Fox-Pitt             | britischer Elektrotechniker                                                                                            | 75    |       |
| 6. April  | Max Lenz                             | deutscher Historiker                                                                                                   | 81    |       |
| 6. April  | Maria Dorothea von Österreich        | Mitglied aus dem Hause Habsburg-Lothringen, durch Heirat Herzogin von Orléans                                          | 64    |       |
| 6. April  | Carl Gabriel von Scheel-Plessen      | deutscher Rittergutsbesitzer, Hofbeamter und Parlamentarier                                                            | 86    |       |
| 7. April  | Karl Wilhelm Augustin                | deutscher Entomologe                                                                                                   | 87    |       |
| 7. April  | Benjamin Kendall Emerson             | US-amerikanischer Geologe                                                                                              | 88    |       |
| 7. April  | Arthur von Hübl                      | österreichischer Feldmarschallleutnant, Kartograf und Chemiker                                                         | 79    |       |
| 8. April  | Wilhelm Brurein                      | deutscher Architekt | 58    |       |
| 8. April  | Georg Nordensvan                     | schwedischer Schriftsteller und Kunsthistoriker                                                                        | 76    |       |
| 8. April  | Yukhon Thikhamporn                   | Vizekönig für Süd-Thailand und Innenminister von Siam                                                                  | 49    |       |
| 10. April | Jean-François Heymans                | belgischer Pharmakologe                                                                                                | 72    |       |
| 10. April | Michail Nikolajewitsch Pokrowski     | russischer Marxist und Historiker                                                                                      | 63    |       |
| 10. April | Alfons Schnegg                       | österreichischer Maler                                                                                                 | 36    |       |
| 11. April | Tilly Bébé                           | österreichische Dompteurin                                                                                             | 53    |       |
| 11. April | Gamaliel Bradford                    | amerikanischer Schriftsteller                                                                                          | 68    |       |
| 11. April | Moritz Marwede                       | deutscher Unternehmer                                                                                                  | 80    |       |
| 12. April | Anraku Kanemichi                     | japanischer Polizist, Gouverneur, Unternehmer und Politiker                                                            | 81    |       |
| 12. April | Pierre Batcheff                      | französischer Schauspieler                                                                                             | 30    |       |
| 12. April | Franz Held                           | österreichischer Lehrer und Politiker                                                                                  | 79    |       |
| 12. April | Emil Rosenstand                      | dänisch-deutscher Genre- und Landschaftsnmaler                                                                         | 73    |       |
| 13. April | John E. McDougall                    | US-amerikanischer Politiker                                                                                            | 72    |       |
| 13. April | Gustav Adolf Neuber                  | deutscher Mediziner und Chirurg                                                                                        | 81    |       |
| 14. April | William John Burns                   | US-amerikanischer Privatdetektiv und Direktor des Bureau of Investigation                                              | 70    |       |
| 14. April | Robert A. King                       | US-amerikanischer Songwriter und Komponist von Blas- und Orchestermusik                                                | 69    |       |
| 14. April | Edmund Lange                         | deutscher Klassischer Philologe, Historiker und Bibliothekar                                                           | 76    |       |
| 14. April | Johannes Theodoor de Visser          | niederländischer Politiker, Geistlicher und Journalist                                                                 | 75    |       |
| 15. April | Donald Ryder Dickey                  | US-amerikanischer Ornithologe und Zoologe                                                                              | 45    |       |
| 15. April | María Gutiérrez Blanchard            | spanische Malerin | 51    |       |
| 15. April | Johannes Ludovicus Mathieu Lauweriks | niederländischer Architekt und Theosoph                                                                                | 67    |       |
| 15. April | Alfred Karl Mayer                    | deutscher Schriftsteller, Kunst- und Theaterkritiker                                                                   | 72    |       |
| 15. April | Wilhelm Peukert                      | böhmischer Elektrotechniker, Hochschullehrer in Braunschweig                                                           | 76    |       |
| 16. April | Julius Bodenstein                    | deutscher Maler | 84    |       |
| 16. April | Ferruccio Cattelani                  | italienischer Komponist                                                                                                | 65    |       |
| 17. April | Antonino Di Giorgio                  | italienischer General und Politiker                                                                                    | 64    |       |
| 17. April | Patrick Geddes                       | schottischer Biologe und Botaniker                                                                                     | 77    |       |
| 17. April | Theodor Machens                      | deutscher Verwaltungsjurist und Kommunalpolitiker                                                                      | 70    |       |
| 17. April | Nelson Margetts                      | US-amerikanischer Polospieler                                                                                          | 52    |       |
| 17. April | Julius Neubronner                    | deutscher Apotheker, Erfinder, Firmengründer und Pionier der Amateurfotografie                                         | 80    |       |
| 18. April | Adolf Bachrach                       | österreichischer Rechtsanwalt                                                                                          | 78    |       |
| 18. April | Howard Eugster                       | religiös-sozialistischer Redakteur und Politiker                                                                       | 70    |       |
| 18. April | William J. Harris                    | US-amerikanischer Politiker                                                                                            | 64    |       |
| 18. April | Ngô Văn Chiêu                        | Religionsstifter und Cao Đài-Papst                                                                                     | 54    |       |
| 19. April | William Watson Cheyne                | britischer Chirurg | 79    |       |
| 19. April | Allan Douglas Davidson               | britischer Landschafts-, Porträt- und Aktmaler                                                                         | 58    |       |
| 19. April | Lars Oftedal                         | norwegischer Journalist und Politiker                                                                                  | 55    |       |
| 20. April | Carlos Bee                           | US-amerikanischer Politiker                                                                                            | 64    |       |
| 20. April | Edgard Colle                         | belgischer Schachmeister                                                                                               | 34    |       |
| 20. April | Felix Frang                          | finnischer Maler | 69    |       |
| 20. April | Eberhard von Krosigk                 | preußischer Generalleutnant                                                                                            | 77    |       |
| 20. April | Walther von Moßner                   | preußischer General der Kavallerie                                                                                     | 86    |       |
| 20. April | Giuseppe Peano                       | italienischer Mathematiker                                                                                             | 73    |       |
| 20. April | Felix Schmidt                        | deutscher Politiker (KPD/KPO), MdL                                                                                     | 46    |       |
| 20. April | Paul Vittorelli                      | österreichischer Jurist und Richter                                                                                    | 81    |       |
| 21. April | Edward M. Beers                      | US-amerikanischer Politiker                                                                                            | 54    |       |
| 21. April | Manoel Bomfim                        | brasilianischer Arzt, Psychologe, Pädagoge und Historiker                                                              | 63    |       |
| 21. April | John R. Clancy                       | US-amerikanischer Politiker                                                                                            | 73    |       |
| 21. April | Elijah Clarence Hills                | US-amerikanischer Romanist und Hispanist                                                                               | 64    |       |
| 21. April | Gustav Keller                        | Schweizer Rechtsanwalt und Politiker                                                                                   | 64    |       |
| 21. April | Josef Krägel                         | deutscher Opern- und Operettensänger (Bass), Theaterschauspieler, -regisseur, -leiter und Komponist                    | 79    |       |
| 21. April | John Penrose                         | britischer Bogenschütze                                                                                                | 81    |       |
| 21. April | Friedrich Gustav Piffl               | österreichischer Kardinal und Erzbischof von Wien                                                                      | 67    |       |
| 22. April | Julius Asch                          | deutscher Gewerkschafter und sozialdemokratischer Politiker                                                            | 57    |       |
| 22. April | Umberto Cagni                        | italienischer Forschungsreisender und Admiral                                                                          | 69    |       |
| 22. April | Charles Mansfield Clarke             | britischer Offizier und Gouverneur von Malta                                                                           | 92    |       |
| 22. April | Alexander Fritz                      | deutscher Schachspieler                                                                                                | 75    |       |
| 22. April | J. Warren Keifer                     | US-amerikanischer Generalmajor der US Army, Politiker (Republikanische Partei) sowie Sprecher des Repräsentantenhauses | 96    |       |
| 22. April | Julian Romantschuk                   | ukrainischer Politiker, Journalist und Aktivist                                                                        | 90    |       |
| 22. April | Sándor Takács                        | ungarischer Schachspieler                                                                                              | 39    |       |
| 22. April | Roland Thaxter                       | US-amerikanischer Botaniker und Mykologe                                                                               | 73    |       |
| 23. April | Evelyn Everett-Green                 | britische Romancière                                                                                                   | 75    |       |
| 23. April | Gustav Hegi                          | Schweizer Botaniker | 55    |       |
| 23. April | Carl Jaeger                          | deutscher Eisenhüttenmann und Manager der Stahlindustrie                                                               | 58    |       |
| 23. April | Laura Kieler                         | dänisch-norwegische Schriftstellerin                                                                                   | 83    |       |
| 23. April | William Henry Quilliam               | Kirchengründer | 76    |       |
| 24. April | Anton Müller                         | österreichischer Architekt                                                                                             | 83    |       |
| 25. April | Rudolf Eickemeyer Jr.                | US-amerikanischer Fotograf                                                                                             | 69    |       |
| 25. April | John Gow                             | schottischer Fußballspieler                                                                                            | 72    |       |
| 25. April | Julius Jolly                         | deutscher Indologe | 82    |       |
| 25. April | Heinrich von Planck                  | deutscher Geistlicher, Prälat und Generalsuperintendent von Ulm                                                        | 80    |       |
| 25. April | Albert Rigolot                       | französischer Maler in der Belle Époque                                                                                | 69    |       |
| 26. April | Hart Crane                           | US-amerikanischer Dichter                                                                                              | 32    |       |
| 27. April | Fritz Bluhme                         | deutscher Jurist und Generalstaatsanwalt                                                                               | 63    |       |
| 27. April | Alfred Oehlke                        | deutscher Journalist und Zeitungsverleger                                                                              | 69    |       |
| 27. April | Franz Porten                         | deutscher Opernsänger (Bariton), Schauspieler und Filmregisseur                                                        | 72    |       |
| 27. April | Max Rubner                           | deutscher Physiologe und Hygieniker                                                                                    | 77    |       |
| 28. April | Truman H. Aldrich                    | US-amerikanischer Politiker                                                                                            | 83    |       |
| 28. April | Hermann Schmitt                      | sächsischer Reichskommissar                                                                                            | 57    |       |
| 29. April | Ulrich Hübner                        | deutscher Maler des Impressionismus                                                                                    | 59    |       |
| 29. April | Louis Mercanton                      | Schweizer Schauspieler und Regisseur                                                                                   | 52    |       |
| 29. April | Otto Patow                           | Hamburger Weingroßhändler, MdBü                                                                                        | 85    |       |
| 29. April | José Félix Uriburu                   | argentinischer Militär und De-facto-Präsident von Argentinien                                                          | 63    |       |
| 30. April | Carl Ambros                          | deutscher Landwirtschaftslehrer und Tierzüchter                                                                        | 61    |       |
| 30. April | Paul Arons                           | deutscher Bankier und Kommerzienrat                                                                                    | 70    |       |
| 30. April | Vincent Foix                         | französischer Romanist, Okzitanist, Dialektologe und Lexikograf                                                        | 75    |       |
|           | Hartley Travers Ferrar               | Geologe | 53    |       |

## Mai
| Tag     | Name                              | Beruf, bekannt als                                                                                                   | Alter | Beleg |
| ------- | --------------------------------- | --- | ----- | ----- |
| 1. Mai  | Elsa Plessner                     | österreichische Schriftstellerin                                                                                     | 56    |       |
| 1. Mai  | Friedrich von Schmidlin           | württembergischer Beamter, Justizminister                                                                            | 84    |       |
| 1. Mai  | Thomas Alexander Smith            | US-amerikanischer Politiker                                                                                          | 81    |       |
| 2. Mai  | Frederik Jan Hulswit              | niederländischer Wasserballspieler                                                                                   | 47    |       |
| 2. Mai  | Otto Jindra                       | Jagdflieger der k.u.k. Monarchie im Ersten Weltkrieg                                                                 | 46    |       |
| 2. Mai  | Adolf Sauer                       | deutscher Mineraloge und Geologe                                                                                     | 79    |       |
| 2. Mai  | Karl Sieveking                    | deutscher Politiker, diplomatischer Vertreter von Elsass-Lothringen sowie der Hansestädte Bremen, Hamburg und Lübeck | 68    |       |
| 2. Mai  | Emil Sulzbach                     | deutscher Bankier, Komponist                                                                                         | 76    |       |
| 3. Mai  | Raimondo D’Aronco                 | italienischer Architekt und Politiker, Mitglied der Camera dei deputati                                              | 74    |       |
| 3. Mai  | Charles Fort                      | US-amerikanischer Autor und Pionier der Erforschung paranormaler Phänomene                                           | 57    |       |
| 3. Mai  | John Vandling Lesher              | US-amerikanischer Politiker                                                                                          | 65    |       |
| 3. Mai  | Berthold Wiese                    | deutscher Romanist und Italianist                                                                                    | 72    |       |
| 3. Mai  | Anton Wildgans                    | österreichischer Dramatiker und Lyriker                                                                              | 51    |       |
| 4. Mai  | José Mardones                     | spanischer Opernsänger                                                                                               | 63    |       |
| 5. Mai  | Richard Hallgarten                | deutscher Maler | 27    |       |
| 5. Mai  | Hans Kirchsteiger                 | österreichischer Priester und Schriftsteller                                                                         | 79    |       |
| 5. Mai  | Gustav Weindorfer                 | österreichisch-australischer Farmer, Naturforscher, Resortbetreiber und Ranger                                       | 58    |       |
| 6. Mai  | Jakob Riesser                     | deutscher Politiker (DVP), MdR                                                                                       | 78    |       |
| 6. Mai  | Ludwig Rottenberg                 | Dirigent und Komponist                                                                                               | 67    |       |
| 6. Mai  | Georg Schmid von Grüneck          | römisch-katholischer Bischof des Bistums Chur                                                                        | 80    |       |
| 6. Mai  | Viktor Weber von Webenau          | österreichisch-ungarischer General der Infanterie                                                                    | 70    |       |
| 7. Mai  | Roméo Beaudry                     | kanadischer Komponist, Musikkritiker, -produzent und -verleger                                                       | 50    |       |
| 7. Mai  | Claudio Angelo Giuseppe Calabrese | italienischer Geistlicher, Bischof des Bistums Aosta                                                                 | 65    |       |
| 7. Mai  | Paul Doumer                       | Staatspräsident von Frankreich (1931–1932)                                                                           | 75    |       |
| 7. Mai  | Theodor Krech                     | deutscher Architekt                                                                                                  | 54    |       |
| 7. Mai  | Lajos Petrik                      | ungarischer Chemiker und Alpinist                                                                                    | 80    |       |
| 7. Mai  | Albert Thomas                     | französischer Politiker                                                                                              | 53    |       |
| 8. Mai  | Louis Archinard                   | französischer General in Französisch-Westafrika                                                                      | 82    |       |
| 8. Mai  | Alexei Nikolajewitsch Charusin    | russischer Ethnologe, Anthropologe und Staatsbeamter                                                                 | 68    |       |
| 8. Mai  | Petar Gudew                       | bulgarischer Politiker und Ministerpräsident                                                                         |       |       |
| 8. Mai  | Ellen Churchill Semple            | US-amerikanische Geographin                                                                                          | 69    |       |
| 9. Mai  | Thomas Hakon Grönwall             | schwedischer Mathematiker                                                                                            | 55    |       |
| 9. Mai  | Johannes Hehn                     | deutscher katholischer Geistlicher, Alttestamentler und Universitätsrektor                                           | 59    |       |
| 9. Mai  | Emil Hertzka                      | österreichischer Verleger                                                                                            | 62    |       |
| 9. Mai  | Heinrich Kleyer                   | deutscher Konstrukteur und Maschinenbauer                                                                            | 78    |       |
| 9. Mai  | Paul Liebergesell                 | deutscher Architekt und Bauunternehmer                                                                               | 60    |       |
| 9. Mai  | Henrik Palme                      | schwedischer Bankdirektor                                                                                            | 90    |       |
| 10. Mai | Konstantin von Gebsattel          | bayerischer General der Kavallerie, Inspekteur der Kavallerie sowie alldeutsch-völkischer Agitator                   | 78    |       |
| 10. Mai | Ella Pancera                      | österreichische Pianistin                                                                                            | 61    |       |
| 11. Mai | Félix Boix                        | spanischer Eisenbahningenieur, Direktor der Nordspanischen Eisenbahnen und Kunsthistoriker                           | 73    |       |
| 11. Mai | Franz Xaver Haegy                 | französisch-deutscher katholischer Geistlicher, Redakteur und Politiker, MdR                                         | 61    |       |
| 11. Mai | Charles Carroll Marden            | US-amerikanischer Romanist, Hispanist und Mediävist                                                                  | 64    |       |
| 11. Mai | Max Samst                         | deutscher Schauspieler und Theaterleiter                                                                             | 72    |       |
| 12. Mai | Andreas Dippel                    | deutschamerikanischer Opernsänger (Tenor), Theaterschauspieler und -leiter sowie Impresario und Gesangspädagoge      | 65    |       |
| 12. Mai | Ernst Ludwig                      | österreichischer Schauspieler und Regisseur beim deutschen Stummfilm                                                 | 59    |       |
| 12. Mai | Simon Ravenstein                  | deutscher Architekt                                                                                                  | 87    |       |
| 12. Mai | William Orlando Smith             | US-amerikanischer Politiker                                                                                          | 72    |       |
| 13. Mai | Theodor Andersson                 | schwedischer Fußballspieler                                                                                          | 42    |       |
| 13. Mai | Karl von Hammerstein-Gesmold      | deutscher Verwaltungsjurist und Politiker                                                                            | 65    |       |
| 13. Mai | Charles Hefferon                  | südafrikanischer Langstreckenläufer und Medaillengewinner bei Olympischen Spielen                                    | 54    |       |
| 13. Mai | Karl Emil Markel                  | deutsch-englischer Chemiker, Unternehmer und Mäzen                                                                   | 72    |       |
| 13. Mai | Ernst Salfeld                     | deutscher Manager und Politiker, MdL                                                                                 | 60    |       |
| 13. Mai | Paget Toynbee                     | britischer Romanist und Italianist                                                                                   | 77    |       |
| 13. Mai | Moritz Zander                     | österreichischer Beamter                                                                                             | 71    |       |
| 14. Mai | Wilhelm Kahl                      | deutscher Rechtswissenschaftler und Politiker (DVP), MdR                                                             | 82    |       |
| 14. Mai | Josef Odermatt                    | Schweizer Politiker                                                                                                  | 67    |       |
| 15. Mai | Paul Baum                         | deutscher Maler | 72    |       |
| 15. Mai | Henri Baur                        | österreichischer Ringer, Diskuswerfer und Tauzieher                                                                  | 59    |       |
| 15. Mai | Inukai Tsuyoshi                   | 29. Premierminister Japans                                                                                           | 77    |       |
| 16. Mai | Louise Dumont                     | deutsche Schauspielerin und Theaterleiterin                                                                          | 70    |       |
| 16. Mai | Heinrich Hansmann                 | deutscher Politiker (SPD), MdR, Gewerkschafter                                                                       | 71    |       |
| 16. Mai | Albert Londres                    | französischer Journalist                                                                                             | 47    |       |
| 16. Mai | Gerti Ransohoff                   | deutsche Rednerin im Karneval                                                                                        | 35    |       |
| 16. Mai | William Pember Reeves             | neuseeländischer Staatsmann, Historiker und Dichter                                                                  | 75    |       |
| 16. Mai | Toni Schmid                       | deutscher Bergsteiger                                                                                                | 22    |       |
| 17. Mai | Max von Boehn                     | deutscher Schriftsteller                                                                                             | 72    |       |
| 17. Mai | Henry L. Bowles                   | US-amerikanischer Politiker                                                                                          | 66    |       |
| 17. Mai | Harold Wilson                     | britischer Mittelstreckenläufer                                                                                      | 47    |       |
| 18. Mai | Ernst von Beling                  | deutscher Strafrechtswissenschaftler                                                                                 | 65    |       |
| 18. Mai | Luitwin von Boch-Galhau           | deutscher Unternehmer                                                                                                | 55    |       |
| 18. Mai | Adolf Fizia                       | österreichischer Politiker und Kommerzialrat                                                                         | 59    |       |
| 18. Mai | Émile Grumiaux                    | französischer Bogenschütze                                                                                           | 70    |       |
| 19. Mai | Willis Bailey                     | US-amerikanischer Politiker                                                                                          | 77    |       |
| 19. Mai | Wilhelm Erman                     | deutscher Bibliothekar und Geograph                                                                                  | 81    |       |
| 19. Mai | Charles Wallace Richmond          | US-amerikanischer Ornithologe                                                                                        | 63    |       |
| 19. Mai | Carlos Schneider                  | Schweizer Maler | 42    |       |
| 20. Mai | William Shepherd Benson           | US-amerikanischer Admiral                                                                                            | 76    |       |
| 20. Mai | Bubber Miley                      | US-amerikanischer Jazz-Musiker und Trompeter                                                                         | 29    |       |
| 20. Mai | John Newlands                     | australischer Politiker, Präsident des Senats                                                                        | 67    |       |
| 20. Mai | Anton Nowak                       | österreichischer Maler                                                                                               | 67    |       |
| 20. Mai | Bipin Chandra Pal                 | indischer Journalist, Autor, Politiker                                                                               | 73    |       |
| 21. Mai | Otto Baer sen.                    | deutscher Unternehmer                                                                                                | 85    |       |
| 21. Mai | Marcel Boulenger                  | französischer Fechter und Schriftsteller                                                                             | 58    |       |
| 21. Mai | Friedrich Cauer                   | deutscher Klassischer Philologe und Althistoriker                                                                    | 69    |       |
| 21. Mai | Gustaf von Dickhuth-Harrach       | preußischer General der Infanterie                                                                                   | 75    |       |
| 21. Mai | Eduard Endler                     | deutscher Architekt                                                                                                  | 72    |       |
| 21. Mai | Michael Lang                      | deutscher Papierfabrikant                                                                                            | 70    |       |
| 22. Mai | Isabella Augusta Gregory          | irische Dramatikerin und Folkloristin                                                                                | 80    |       |
| 22. Mai | Ulrich Kollbrunner                | Schweizer Ingenieur, Sekundarlehrer und Reiseschriftsteller                                                          | 79    |       |
| 22. Mai | Georg Christian von Lobkowitz     | tschechoslowakischer Adliger und Automobilrennfahrer                                                                 | 25    |       |
| 22. Mai | Eben Martin                       | US-amerikanischer Politiker                                                                                          | 77    |       |
| 22. Mai | Emil Thoma                        | Bürgermeister der Stadt Freiburg im Breisgau                                                                         | 77    |       |
| 22. Mai | Heinrich Tscharmann               | deutscher Architekt und sächsischer Baubeamter                                                                       | 72    |       |
| 22. Mai | Arthur Leslie Wheeler             | US-amerikanischer Klassischer Philologe                                                                              | 60    |       |
| 23. Mai | Curt Bentzin                      | deutscher Unternehmer und Kamerahersteller in Görlitz                                                                | 70    |       |
| 23. Mai | Ferdinand Freudenfeld             | deutscher Verwaltungsbeamter                                                                                         | 74    |       |
| 23. Mai | Robert Garbe                      | deutscher Eisenbahnkonstrukteur                                                                                      | 85    |       |
| 23. Mai | Hans Olden                        | deutscher Schriftsteller                                                                                             | 72    |       |
| 23. Mai | Anton Schreiner                   | österreichischer Politiker (SPÖ), Landtagsabgeordneter, Abgeordneter zum Nationalrat                                 | 58    |       |
| 23. Mai | James Simon                       | Unternehmer der Kaiserzeit und Kunstmäzen                                                                            | 80    |       |
| 24. Mai | Carl Benda                        | deutscher Anatom und Pathologe                                                                                       | 74    |       |
| 24. Mai | William W. Cocks                  | US-amerikanischer Politiker                                                                                          | 70    |       |
| 24. Mai | Kuprijan Ossipowitsch Kirkisch    | russisch-sowjetischer Politiker (Kommunistische Partei) und Generalsekretär                                          | 43    |       |
| 24. Mai | Inge Lindholm                     | schwedischer Leichtathlet                                                                                            | 39    |       |
| 24. Mai | Johann Baptist Moroder            | Südtiroler Bildhauer                                                                                                 | 62    |       |
| 24. Mai | Ewald Müller                      | deutscher Lehrer, Heimatdichter und Heimatforscher                                                                   | 70    |       |
| 24. Mai | Lancelot Stirling                 | australischer Politiker, Präsident des South Australian Legislative Council                                          | 82    |       |
| 25. Mai | Franz von Hipper                  | deutscher Marineoffizier und Admiral im Ersten Weltkrieg                                                             | 68    |       |
| 25. Mai | Georg Strube                      | deutscher Mediziner, Leitender Arzt des Bremer Willehadhaus vom Roten Kreuz                                          | 62    |       |
| 26. Mai | Joseph Jackson                    | US-amerikanischer Drehbuchautor                                                                                      | 37    |       |
| 26. Mai | C. Frank Reavis                   | US-amerikanischer Politiker                                                                                          | 61    |       |
| 26. Mai | Shirakawa Yoshinori               | japanischer General und Politiker                                                                                    | 63    |       |
| 27. Mai | Gordon Browne                     | britischer Illustrator                                                                                               | 74    |       |
| 27. Mai | William Big Charger               | US-amerikanischer Indianer vom Stamm der Lakota-Sioux                                                                | 59    |       |
| 27. Mai | Charles N. Fowler                 | US-amerikanischer Politiker                                                                                          | 79    |       |
| 27. Mai | Heinrich Herkner                  | deutscher Nationalökonom                                                                                             | 68    |       |
| 27. Mai | Heinrich-Joachim von Morgen       | deutscher Automobilrennfahrer                                                                                        | 30    |       |
| 27. Mai | Ernst Rosenqvist                  | finnischer Sportschütze                                                                                              | 62    |       |
| 27. Mai | George M. Young                   | US-amerikanischer Politiker                                                                                          | 61    |       |
| 28. Mai | Theodor Echtermeyer               | deutscher Gartenbauwissenschaftler                                                                                   | 68    |       |
| 28. Mai | Hans Kampffmeyer                  | deutscher Vertreter der Gartenstadt-Bewegung und Gründer der Gartenstadt Karlsruhe-Rüppurr                           | 56    |       |
| 28. Mai | Jacqueline Marval                 | französische Malerin                                                                                                 | 65    |       |
| 28. Mai | Aage Torgensen                    | dänischer Ringer | 32    |       |
| 29. Mai | Cuthbert Christy                  | britischer Arzt und Zoologe                                                                                          |       |       |
| 29. Mai | Romuald Frydrychowicz             | polnischer katholischer Priester und Regionalhistoriker in Westpreußen                                               | 82    |       |
| 29. Mai | Anton Hagedorn                    | deutscher Historiker und Staatsrat                                                                                   | 76    |       |
| 29. Mai | Johannes Heinrich Luther          | deutschbaltischer Geistlicher                                                                                        | 71    |       |
| 29. Mai | Otto Peuschel                     | erzgebirgischer Mundartdichter und -sänger                                                                           | 64    |       |
| 29. Mai | Julius Vorster junior             | deutscher Unternehmer und Politiker                                                                                  | 86    |       |
| 30. Mai | Böcüzade Süleyman Sami            | osmanischer Politiker, Bürokrat und Autor                                                                            | 81    |       |
| 30. Mai | Wilhelm Fischer                   | österreichischer Schriftsteller                                                                                      | 86    |       |
| 30. Mai | Shirai Mitsutarō                  | japanischer Botaniker und Mykologe                                                                                   | 68    |       |
| 30. Mai | Yamanouchi Tamon                  | japanischer Maler der Nihonga-Richtung                                                                               | 54    |       |
| 30. Mai | Willard Duncan Vandiver           | US-amerikanischer Politiker                                                                                          | 78    |       |
| 31. Mai | William D. Boies                  | US-amerikanischer Politiker                                                                                          | 75    |       |
| 31. Mai | Annie Swan Coburn                 | US-amerikanische Kunstsammlerin und Mäzenin                                                                          | 76    |       |
| 31. Mai | Jodokus Kehrer                    | deutscher SA-Truppführer                                                                                             | 43    |       |
| 31. Mai | Emanuel Nobel                     | russisch-schwedischer Erdölmagnat                                                                                    | 72    |       |
| 31. Mai | Aubert Winsingues                 | französischer Radrennfahrer                                                                                          | 27    |       |
|         | Cecil Reddie                      | britischer Pädagoge und Gründer des Landerziehungsheims Abbotsholme in England                                       | 73    |       |

## Juni
| Tag      | Name                                         | Beruf, bekannt als                                                                                         | Alter | Beleg |
| -------- | -------------------------------------------- | --- | ----- | ----- |
| 1. Juni  | Richard Abramowski                           | deutscher Kirchenlieddichter und evangelischer Geistlicher                                                 | 69    |       |
| 1. Juni  | Bernard Crocé-Spinelli                       | französischer Komponist und Musikpädagoge                                                                  | 61    |       |
| 1. Juni  | Louis Hofbauer                               | österreichischer Maler                                                                                     | 42    |       |
| 2. Juni  | Elise Aun                                    | estnische Schriftstellerin                                                                                 | 68    |       |
| 2. Juni  | Vincenzo Crescini                            | italienischer Romanist und Provenzalist                                                                    | 74    |       |
| 2. Juni  | John Walter Gregory                          | schottischer Geologe                                                                                       | 68    |       |
| 3. Juni  | Adolf Heinrich Dannemann                     | deutscher Psychiater und Heilpädagoge                                                                      | 65    |       |
| 3. Juni  | Rudolf Kremlička                             | tschechischer Maler und Graphiker                                                                          | 45    |       |
| 3. Juni  | Dorabji Tata                                 | indischer Industrieller                                                                                    | 72    |       |
| 4. Juni  | Julie de Boor                                | deutsche Porträtmalerin                                                                                    | 83    |       |
| 4. Juni  | Paul Brandt                                  | deutscher Klassischer Philologe, Gymnasiallehrer und Kunsthistoriker                                       | 71    |       |
| 4. Juni  | Nathan Cobb                                  | US-amerikanischer Zoologe, Pflanzenpathologe und Nematologe                                                | 72    |       |
| 4. Juni  | Friedrich von Mejer                          | preußischer Generalleutnant                                                                                | 88    |       |
| 4. Juni  | Christo Stambolski                           | bulgarischer Arzt, Freiheitskämpfer und Politiker                                                          | 88    |       |
| 5. Juni  | Richard Gaikowski                            | deutscher Gewerkschaftsfunktionär und Politiker (Zentrum)                                                  | 52    |       |
| 5. Juni  | Sebastian Osterrieder                        | deutscher Bildhauer                                                                                        | 68    |       |
| 5. Juni  | Konrad Rapp                                  | deutscher Ordensgeistlicher, Missionar und Märtyrer                                                        | 36    |       |
| 5. Juni  | Arthur Schloßmann                            | deutscher Kinderarzt, Gründer der ersten Säuglingsklinik                                                   | 64    |       |
| 5. Juni  | Karl Stiegler                                | österreichischer Hornist                                                                                   | 56    |       |
| 6. Juni  | Alois Dryák                                  | tschechischer Architekt und Hochschullehrer                                                                | 60    |       |
| 6. Juni  | George P. McLean                             | US-amerikanischer Politiker                                                                                | 74    |       |
| 7. Juni  | Edward Flatau                                | polnischer Neurologe                                                                                       | 63    |       |
| 7. Juni  | Emil Paur                                    | österreichischer Dirigent                                                                                  | 76    |       |
| 7. Juni  | John Verran                                  | australischer Politiker, Bundessenator, Premierminister von South Australia                                | 75    |       |
| 8. Juni  | André Boillot                                | französischer Autorennfahrer                                                                               | 40    |       |
| 8. Juni  | Walter vom Hove                              | deutscher Verwaltungsjurist und Landrat                                                                    | 50    |       |
| 8. Juni  | William Joynson-Hicks, 1. Viscount Brentford | britischer Politiker (Conservative Party), Mitglied des House of Commons                                   | 66    |       |
| 08. Juni | Harry Simon                                  | US-amerikanischer Sportschütze                                                                             | 58    |       |
| 8. Juni  | Liu Tianhua                                  | chinesischer Musiklehrer und Musiker                                                                       | 37    |       |
| 8. Juni  | Clementine von Schuch-Proska                 | deutsche Koloratursopranistin                                                                              | 82    |       |
| 9. Juni  | Peter Epstein                                | deutscher Musikwissenschaftler und Hochschullehrer                                                         | 30    |       |
| 9. Juni  | Albert von Ettingshausen                     | österreichischer Physiker                                                                                  | 82    |       |
| 9. Juni  | Émile Friant                                 | französischer Maler                                                                                        | 69    |       |
| 9. Juni  | Felix Heumann                                | deutscher Ingenieur und Unternehmer                                                                        | 63    |       |
| 9. Juni  | Nathalie Janotha                             | polnische Pianistin und Komponistin                                                                        | 76    |       |
| 9. Juni  | Otto Mügge                                   | deutscher Mineraloge                                                                                       | 74    |       |
| 9. Juni  | George Reiffenstein                          | kanadischer Ruderer                                                                                        | 49    |       |
| 9. Juni  | Jules Ernest Renoux                          | französischer Landschaftsmaler des Impressionismus                                                         | 69    |       |
| 10. Juni | Oskar von Frankenberg und Proschlitz         | preußischer Generalmajor                                                                                   | 76    |       |
| 10. Juni | Heinrich Kolischer                           | Industrieller, Bankier und Politiker, Mitglied des Sejm                                                    | 78    |       |
| 10. Juni | Theodor Richelot                             | deutscher Offizier der Preußischen Armee                                                                   | 67    |       |
| 11. Juni | Karl von Bahder                              | deutscher Philologe und Germanist                                                                          | 79    |       |
| 11. Juni | Karl Adolf Brodtbeck                         | Schweizer Jurist und Politiker                                                                             | 65    |       |
| 11. Juni | Bertha van Hasselt                           | niederländische Malerin                                                                                    | 53    |       |
| 11. Juni | Karl Ludwig Schmitthenner                    | badischer Theologe und Politiker                                                                           | 73    |       |
| 11. Juni | Gustav Schneider                             | Schweizer Händler und Politiker                                                                            | 64    |       |
| 11. Juni | Franz Julius Schönfeld                       | deutscher Schauspieler und Theaterregisseur                                                                | 80    |       |
| 11. Juni | Hipolit Śliwiński                            | polnischer Architekt, Politiker                                                                            | 65    |       |
| 12. Juni | Franziska Bram                               | deutsche Dichterin und Schriftstellerin                                                                    | 71    |       |
| 12. Juni | Rudolf Braune                                | deutscher Schriftsteller und Journalist                                                                    | 25    |       |
| 12. Juni | Horace Chilton                               | US-amerikanischer Senator von Texas                                                                        | 78    |       |
| 12. Juni | Theo Heemskerk                               | niederländischer Staatsmann                                                                                | 79    |       |
| 13. Juni | Erik Boström                                 | schwedischer Sportschütze                                                                                  | 62    |       |
| 13. Juni | Siegfried Mazagg                             | österreichischer Architekt, Zeichner und Karikaturist                                                      | 30    |       |
| 13. Juni | William C. Redfield                          | US-amerikanischer Politiker                                                                                | 73    |       |
| 13. Juni | Hugo von Rümelin                             | deutscher Bankier                                                                                          | 80    |       |
| 14. Juni | John W. Carr                                 | US-amerikanischer Politiker                                                                                | 58    |       |
| 14. Juni | Edward Everett Eslick                        | US-amerikanischer Politiker                                                                                | 60    |       |
| 14. Juni | Otto Hauser                                  | Schweizer Vorgeschichtsforscher                                                                            | 58    |       |
| 14. Juni | Adolf Hering                                 | deutscher Maler und Illustrator                                                                            | 68    |       |
| 14. Juni | Arthur Lawley, 6. Baron Wenlock              | britischer Kolonialverwalter, Gouverneur von Western Australia und Madras                                  | 71    |       |
| 14. Juni | Carl Vital Moor                              | Schweizer Journalist, sozialdemokratischer Politiker und Geheimagent                                       | 79    |       |
| 14. Juni | Niijima Yae                                  | japanische Erzieherin und Krankenschwester                                                                 | 86    |       |
| 15. Juni | Max von Guilleaume                           | deutscher Regattasegler und Unternehmer                                                                    | 66    |       |
| 15. Juni | Edmund H. Hinshaw                            | US-amerikanischer Politiker                                                                                | 71    |       |
| 15. Juni | Erwin Voit                                   | deutscher Physiologe und Hochschullehrer                                                                   | 79    |       |
| 16. Juni | Otto Böckler                                 | deutscher Schriftsteller und Politiker, MdR                                                                | 64    |       |
| 16. Juni | Frederik van Eeden                           | niederländischer Psychologe und Schriftsteller                                                             | 72    |       |
| 16. Juni | Gustav von Nordenflycht                      | deutscher Ministerialbeamter und Manager                                                                   | 47    |       |
| 16. Juni | F. Marion Simpson                            | US-amerikanischer Geschäftsmann und Politiker                                                              |       |       |
| 17. Juni | Ernst Schulze                                | deutscher Tischlermeister und Politiker (SPD), MdR                                                         | 76    |       |
| 17. Juni | Christian Werner                             | deutscher Automobilrennfahrer                                                                              | 40    |       |
| 17. Juni | Walter Ziegler                               | österreichischer Maler und Grafiker                                                                        | 73    |       |
| 18. Juni | Max Polysius                                 | deutscher Industrieller                                                                                    | 62    |       |
| 18. Juni | Friedrich Julius Schreyer                    | deutscher Unternehmer                                                                                      | 71    |       |
| 18. Juni | Immanuel Winkler                             | deutscher Geistlicher, lutherischer Pastor und Autor                                                       | 46    |       |
| 19. Juni | Isak Banke                                   | grönländischer Landesrat                                                                                   | 69    |       |
| 19. Juni | Sol Plaatje                                  | südafrikanischer Linguist, Journalist, Schriftsteller und Staatsmann                                       | 55    |       |
| 20. Juni | William Dingwall Mitchell Cotts, 1. Baronet  | schottischer Reeder und Politiker                                                                          | 60    |       |
| 20. Juni | Johannes Leo von Mergel                      | Bischof von Eichstätt; Abt von Metten                                                                      | 84    |       |
| 20. Juni | Franz Ries                                   | deutscher Violinist, Komponist, Musikalienhändler und Musikverleger                                        | 86    |       |
| 20. Juni | Carl Schilling                               | deutscher Pädagoge und Nautiker                                                                            | 74    |       |
| 21. Juni | Mathilde Block                               | deutsche Malerin und Kunststickerin                                                                        | 81    |       |
| 21. Juni | Nat Phillips                                 | australischer Theaterleiter, Komiker und Entertainer                                                       | 48    |       |
| 21. Juni | Max Silberschmidt                            | deutscher Justizrat und Rechtsanwalt                                                                       | 78    |       |
| 21. Juni | Major Taylor                                 | US-amerikanischer Radsportler                                                                              | 53    |       |
| 21. Juni | Wilhelm Weinberger                           | österreichischer klassischer Philologe und Paläograf                                                       | 65    |       |
| 21. Juni | Alexander Winton                             | US-amerikanischer Rennfahrer und Pionier des Autobaus                                                      | 72    |       |
| 22. Juni | Bernhard Bang                                | dänischer Arzt und Tierarzt                                                                                | 84    |       |
| 22. Juni | Gunnar Graarud                               | norwegischer Arzt und Politiker                                                                            | 74    |       |
| 22. Juni | Sherburne Gillette Hopkins                   | US-amerikanischer Jurist und PR-Fachmann                                                                   | 63    |       |
| 23. Juni | Anton Jax                                    | österreichischer Wirtschaftsbesitzer und Politiker (CS), Landtagsabgeordneter                              | 61    |       |
| 23. Juni | Franz Zwick                                  | deutscher Architekt                                                                                        | 69    |       |
| 24. Juni | Gustav Drehmann                              | deutscher Orthopäde und Hochschullehrer                                                                    | 62    |       |
| 24. Juni | Maurice Roy                                  | französischer Historiker, Kunsthistoriker und Romanist                                                     | 75    |       |
| 24. Juni | Jean-Joseph Saroïhandy                       | Romanist                                                                                                   | 64    |       |
| 25. Juni | Herbert Bentwich                             | britischer Rechtsanwalt und Zionist                                                                        | 76    |       |
| 25. Juni | Elijah C. Hutchinson                         | US-amerikanischer Politiker                                                                                | 76    |       |
| 25. Juni | William Jerome                               | US-amerikanischer Songwriter                                                                               | 66    |       |
| 25. Juni | Fritz Mittelmann                             | deutscher Schriftsteller und Politiker (DVP), MdR                                                          | 46    |       |
| 25. Juni | Howard Valentine                             | US-amerikanischer Leichtathlet                                                                             | 50    |       |
| 26. Juni | Adelaide Ames                                | US-amerikanische Astronomin                                                                                | 32    |       |
| 26. Juni | August Biebricher                            | deutscher Architekt                                                                                        | 54    |       |
| 26. Juni | Otto Plassmann                               | deutscher Jurist, erster Oberbürgermeister der Stadt Paderborn                                             | 71    |       |
| 26. Juni | Ernst Scholz                                 | deutscher Jurist und Politiker (DVP), MdR, Oberbürgermeister von Kassel und Charlottenburg, Reichsminister | 58    |       |
| 27. Juni | Louis Winslow Austin                         | US-amerikanischer Physiker                                                                                 | 64    |       |
| 27. Juni | Paul Grawitz                                 | deutscher Mediziner                                                                                        | 81    |       |
| 28. Juni | Meinrad Iten                                 | Schweizer Porträt- und Landschaftsmaler                                                                    | 64    |       |
| 28. Juni | Maironis                                     | litauischer Nationaldichter und katholischer Theologe                                                      | 69    |       |
| 28. Juni | Sibylle Gabrielle Riquetti de Mirabeau       | französische Schriftstellerin                                                                              | 82    |       |
| 28. Juni | Henri Simon                                  | Schweizer Politiker (FDP)                                                                                  | 63    |       |
| 29. Juni | Jean Marie Charles Abadie                    | französischer Ophthalmologe                                                                                | 90    |       |
| 29. Juni | Ludwig Blumreich                             | deutscher Gynäkologe                                                                                       | 59    |       |
| 29. Juni | Reinhold Krohn                               | deutscher Baustatiker, Brückenbauer und Hochschullehrer                                                    | 79    |       |
| 29. Juni | George Frederick Kunz                        | US-amerikanischer Mineraloge, Gemmologe und Mineraliensammler                                              | 75    |       |
| 29. Juni | Ivan Rendić                                  | kroatischer Bildhauer                                                                                      | 82    |       |
| 29. Juni | Paul Vuillemin                               | französischer Mykologe                                                                                     | 71    |       |
| 29. Juni | William Humble Ward, 2. Earl of Dudley       | Lord Lieutenant of Ireland und Generalgouverneur Australiens                                               | 65    |       |
| 30. Juni | Gabino Bugallal Araújo                       | Ministerpräsident von Spanien                                                                              | 71    |       |
| 30. Juni | Hans Dechend                                 | preußischer Major und Militärschriftsteller                                                                | 82    |       |
| 30. Juni | Heinrich Eichler                             | deutscher Politiker (NSDAP), Präsident des Oldenburgischen Landtags                                        | 55    |       |
| 30. Juni | Werner Gerhardt                              | deutscher NS-Jungvolkführer und „Blutzeuge der NS-Bewegung“ im Gau Halle-Merseburg                         | 19    |       |
| 30. Juni | Martin Grüning                               | deutscher Bauingenieur                                                                                     | 62    |       |
| 30. Juni | Bruno Kastner                                | deutscher Schauspieler                                                                                     | 42    |       |
| 30. Juni | Dedo von Krosigk                             | deutscher Verwaltungsbeamter, Hofbeamter und Rittergutsbesitzer                                            | 73    |       |
|          | Virginia Liston                              | US-amerikanische Blues- und Jazzsängerin, auch Songwriter                                                  |       |       |
|          | Uncle Pen Vandiver                           | US-amerikanischer Fiddler                                                                                  |       |       |